# ميتال سلج 2
ميتال سلج 2 (بالإنجليزية:Metal Slug 2) (باليابانية:メタルスラッグ 2) ، هي لعبة إلكترونية من نوع إطلاق النار، أنتجت اللعبة سنة 1998 ، وتعد أقوى سلسلة ميتل سلج في تاريخ شركة شين نيهون كوكاكي الترفيهية، دخل اللعبة سنة 1998 على جهاز بلاي ستيشن ، ودخلت في متجر بلاي ستيشن ضمن موقع التحميل على جهاز بلاي ستيشن 3.

## مراحل اللعبة
بعض مراحل اللعبة تبدأ من الصحراء ومن ثم مروراً داخل الهرم ومن يستمر لمطاردة أخطر قادة الأعداء لقتلهم.

## وصلات خارجية
- ميتال سلج 2 على موقع القائمة القاتلة لألعاب الفيديو
- Metal Slug 2 at Neo-Geo.com (reviews) 1 2